# John August
John August, född 4 augusti 1970 i Boulder, Colorado, är en amerikansk manusförfattare. I oktober 2018 utkommer hans barnboksdebut Arlo Finch i Eldsdalen på Natur & Kultur. Det är första delen i en trilogi.

## Filmografi (urval)
- 2005 – Corpse Bride
- 2005 – Kalle och chokladfabriken
- 2003 – Big Fish
- 2003 – Charlies änglar - Utan hämningar
- 2000 – Charlies änglar
- 2000 – Titan A.E.